# جمون وكشمير (إقليم)
جَمُّونُ وكِشْمِيرُ (بالهندستانية: ) جزء من بلاد كشمير تملكه دولة الهند وتليه حكومتها المركزية، بخلاف الولايات الهندية التي على كل واحدة منها حكومة يرأسها الوالي. كانت محل نزاع بين الهند وباكستان منذ عام 1947، وبين الهند والصين منذ عام 1962. يفصل خط السيطرة جمون وكشمير عن الأراضي الخاضعة للإدارة الباكستانية في آزاد كشمير وكلكت بلتستان في الغرب والشمال. تقع شمال ولايتي هماجل برديش والبنجاب وغرب لداخ التي تخضع أيضًا للنزاع كجزء من كشمير، وتديرها الهند كإقليم اتحادي.
ضمنت أحكام تشكيل إقليم اتحاد جمون وكشمير في قانون إعادة تنظيم جمون وكشمير لعام 2019 الذي أقره مجلسا البرلمان الهندي في أغسطس 2019. أعاد القانون تشكيل ولاية جمون و كشمير إلى إقليمين اتحاديين، جمون وكشمير ولداخ، اعتبارًا من 31 أكتوبر 2019.

## المصطلحات
سميت جمون وكشمير نسبةً إلى المنطقتين اللتين تتكون منهما: منطقة جمون ووادي كشمير. تشمل منطقة كشمير في نظر الحكومة الهندية الأراضي الواقعة تحت السيطرة الهندية بالإضافة إلى المناطق التي تسيطر عليها باكستان والمعروفة باسم "كشمير التي تحتلها باكستان" (POK). تعتبر باكستان أن الأراضي التي تديرها الهند "كشمير التي تحتلها الهند" (IOK) أو "كشمير التي تسيطر عليها الهند" (IHK) جزء من كشمير الباكستانية. تستخدم المصادر المحايدة تسميات مثل "كشمير الخاضعة للإدارة الهندية وكشمير الخاضعة للإدارة الباكستانية" أو "كشمير التي تسيطر عليها الهند وكشمير التي تسيطر عليها باكستان".

## التاريخ
حصلت ولاية جمون وكشمير على وضع خاص بموجب المادة 370 من دستور الهند. كان للولاية دستورها الخاص وعلمها واستقلالية إدارية بخلاف الولايات الأخرى. كما منعت المادة 35 أ من الدستور الهندي المواطنين من ولايات أخرى من شراء الأراضي أو الممتلكات في جمون وكشمير.
كانت الولاية مقسمة إلى ثلاث مناطق رئيسية: منطقة جمون التي يغلب عليها الهندوس ووادي كشمير الذي تقطنه أغلبية مسلمة ومنطقة لداخ ذات الهيمنة الثقافية البوذية. شهد وادي كشمير اضطرابات مستمرة وأعمال عنف خاصة بعد الانتخابات المتنازع عليها في عام 1987، واستمرار التمرد المطالب بالحكم الذاتي والحقوق.
وصل حزب بهاراتيا جاناتا إلى السلطة في الانتخابات العامة لعام 2014 وقام الحزب بإدراج إلغاء المادة 370 في بيانه الانتخابي لعام 2019، لكي يجعل جمون وكشمير متساوية مع بقية الولايات الهندية. وافق البرلمان الهندي على قرار إلغاء المادة 370 في أغسطس 2019، إلى جانب قانون إعادة التنظيم الذي يقضي بتقسيم الولاية إلى إقليمين اتحاديين: جمون وكشمير ولداخ. كما ألغيت المادة 35 أ من خلال تعليق الأمر الرئاسي لعام 1954، دخل هذا التنظيم الجديد حيز التنفيذ في 31 أكتوبر 2019.
قامت السلطات الهندية باعتقال حوالي 4000 شخص في كشمير في سبتمبر 2019 منهم اثنان من رؤساء الوزراء السابقين ومئات من السياسيين. كما أُغلقت المنطقة وعُلقت خدمات الاتصالات والإنترنت.
أصدرت المحكمة العليا الهندية حكمًا بالإجماع يدعم إلغاء المادتين 370 و35 أ في 11 ديسمبر 2023، وأمرت الحكومة المركزية أيضا بإعادة وضع ولاية لجمون وكشمير وإجراء انتخابات الجمعية التشريعية قبل سبتمبر 2024. خطط في أغسطس 2024 لإجراء أول انتخابات برلمانية في جمون وكشمير منذ إلغاء وضعها الخاص في الفترة من سبتمبر إلى أكتوبر 2024.

## الجغرافيا

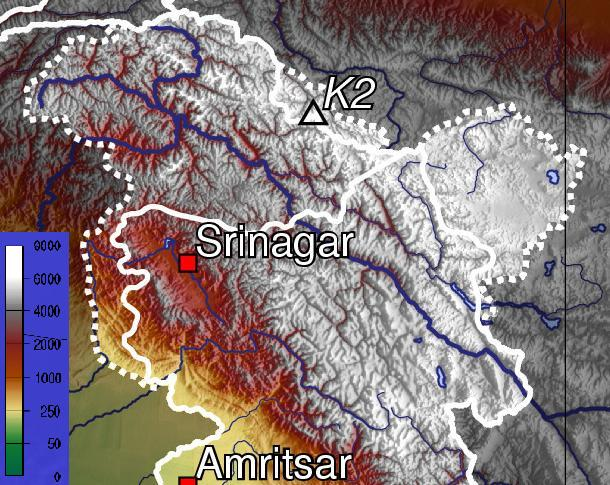
خريطة طبوغرافية لجمون وكشمير.

تضم جمون وكشمير العديد من الوديان مثل وادي كشمير ووادي توي ووادي جناب ووادي بوج ووادي السند ووادي لدر. يبلغ عرض وادي كشمير حوالي 100 كـم (62 ميل) وتبلغ مساحتها 15,520.3 كـم2 (5,992.4 ميل2). يفصل وادي كشمير عن هضبة التبت سلسلة جبال الهيمالايا في حين تحيط به سلسلة جبال بير بانجال من الغرب والجنوب والتي تفصله عن سهل البنجاب في سهل الكنك الهندي. يبلغ متوسط ارتفاع وادي كشمير 1,850 متر (6,070 قدم) فوق مستوى سطح البحر، بينما يصل متوسط ارتفاع سلسلة جبال بير بانجال المحيطة إلى حوالي 10,000 قدم (3,000 م). يعد نهر جهلم النهر الرئيس الذي يتدفق في وادي كشمير.
منطقة جمون الجنوبية جبلية بشكل رئيس تتوازى فيه جبال الشوالك والهملاية الوسطى والهملاية العظمى في اتجاه الجنوب الشرقي والشمال الغربي. يتميز الشريط الجنوبي الغربي الضيق بسهول خصبة وتعد أنهار جناب وتوي وراوي الأنهار الرئيسية التي تتدفق في منطقة جمون.

## السياسة والإدارة
تدار أراضي اتحاد جمون وكشمير بموجب أحكام المادة 239 من دستور الهند. وتنطبق المادة 239 ألف التي صيغت أصلا لإقليم بودوتشي الاتحادي أيضا على جمون وكشمير.
يعين رئيس الهند نائبا للحاكم للإقليم الاتحادي. ويعين نائب الحاكم مجلسا للوزراء يرأسه رئيس وزراء من بين أعضاء الجمعية التشريعية. ويتمثل دورهم في إسداء المشورة لنائب الحاكم في ممارسة المهام في المسائل التي تدخل في اختصاص الجمعية التشريعية. وفي مسائل أخرى، يتمتع نائب الحاكم بسلطة التصرف بصفته الشخصية.
الفرع التشريعي للحكومة هو مجلس تشريعي أحادي المجلس مدة ولايته خمس سنوات. يجوز للجمعية التشريعية سن القوانين لأي من المسائل الواردة في قائمة الولاية لدستور الهند باستثناء "النظام العام والشرطة"، التي ستظل حكرا على الحكومة المركزية للهند. ولنائب الحاكم أيضا سلطة إصدار المراسيم التي لها نفس قوة قوانين الجمعية التشريعية. من المتوقع إجراء انتخابات الجمعية التشريعية لجمون وكشمير في عام 2024 بعد الانتخابات العامة.
يخضع الإقليم الاتحادي لولاية محكمة جمون وكشمير العليا والتي هي أيضا محكمة لداخ العليا. وتتولى شرطة جمون وكشمير خدمات الشرطة.

### التقسيم الإداري

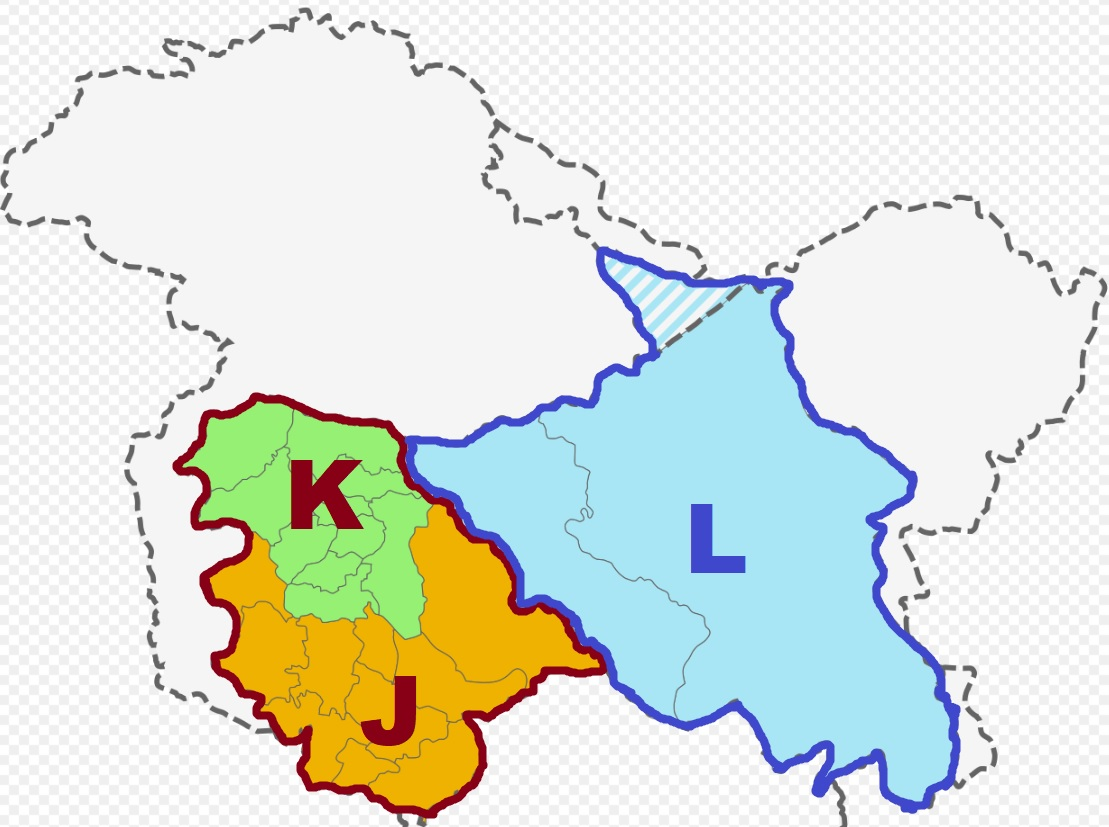
منطقة كشمير يحاط يحد إقليم جمون وكشمير الاتحادي (J وK) باللون القرمزي. يحد إقليم اتحاد لاداخ (L) اللون الأزرق.

يتكون إقليم اتحاد جمون وكشمير من قسمين: قسم جمون وقسم كشمير وهما ينقسمان أيضا إلى 20 مقاطعة.
| القسم | العمالة            | المركز    | المساحة (كم2) | المساحة الريفية (كم2) | المساحة الحضرية (كم2) | مراجع  |
| ----- | ------------------ | --------- | ------------- | --------------------- | --------------------- | ------ |
| جمون  | عمالة كتواء        | كتواء     | 2,502         | 2٬458٫84              | 43٫16                 | [ 31 ] |
| جمون  | عمالة جمون ‏        | جمون      | 2,342         | 2٬089٫87              | 252٫13                | [ 32 ] |
| جمون  | عمالة سنبة         | سنبة      | 904           | 865٫24                | 38٫76                 | [ 33 ] |
| جمون  | عمالة أدهم بور     | أدهم بور ‏ | 2,637         | 2٬593٫28              | 43٫72                 | [ 34 ] |
| جمون  | عمالة رياسي        | رياسي     | 1,719         | 1٬679٫99              | 39٫01                 | [ 35 ] |
| جمون  | عمالة راجوري       | راجوري    | 2,630         | 2٬608٫11              | 21٫89                 | [ 36 ] |
| جمون  | عمالة بوج          | بوج       | 1,674         | 1٬649٫92              | 24٫08                 | [ 37 ] |
| جمون  | عمالة دودة         | دودة      | 8,912         | 8٬892٫25              | 19٫75                 | [ 38 ] |
| جمون  | عمالة رنبن         | رنبن      | 1,329         | 1٬313٫92              | 15٫08                 | [ 39 ] |
| جمون  | عمالة كشتوار       | كشتوار    | 1,644         | 1٬643٫37              | 0٫63                  | [ 40 ] |
| جمون  | المجموغ            | المجموغ   | 26,293        | 25٬794٫95             | 498٫05                | 498٫05 |
| كشمير | عمالة أننتناك      | أننتناك   | 3,574         | 3٬475٫76              | 98٫24                 | [ 41 ] |
| كشمير | عمالة كلكام        | كلكام     | 410           | 360٫20                | 49٫80                 | [ 42 ] |
| كشمير | عمالة بلوامة       | بلوامة    | 1,086         | 1٬047٫45              | 38٫55                 | [ 43 ] |
| كشمير | عمالة شوبيان       | شوبيان    | 312           | 306٫56                | 5٫44                  | [ 44 ] |
| كشمير | عمالة بدكام        | بدكام     | 1,361         | 1٬311٫95              | 49٫05                 | [ 45 ] |
| كشمير | Srinagar district  | سري نكر   | 1,979         | 1٬684٫42              | 294٫53                | [ 46 ] |
| كشمير | عمالة كندربل       | كندربل    | 259           | 233٫60                | 25٫40                 | [ 47 ] |
| كشمير | عمالة بنديبورة     | بنديبورة  | 345           | 295٫37                | 49٫63                 | [ 48 ] |
| كشمير | Baramulla district | بارامولا  | 4,243         | 4٬179٫44              | 63٫56                 | [ 49 ] |
| كشمير | عمالة كبوارة       | كبوارة    | 2,379         | 2٬331٫66              | 47٫34                 | [ 50 ] |
| كشمير | المجموع            | المجموع   | 15,948        | 15٬226٫41             | 721٫54                |        |

## السكان
يبلغ إجمالي عدد سكان جمون وكشمير حوالي 12,267,013 نسمة في تعداد 2011، مع نسبة جنس تبلغ 889 أنثى لكل 1000 ذكر. يشكل سكان الطبقات المجدولة حوالي 924,485 (7.54٪) من السكان، بينما ينتمي 1,275,106 (10.39٪) إلى القبائل المجدولة مثل جوجار وباكيروال وجادي. تتركز معظم الطوائف المنبوذة في منطقة جمون.

### الدين
أديان في جامو وكشمير (2011)
يشكل المسلمون غالبية سكان جمون وكشمير وتوجد أقلية هندوسية كبيرة. تصل نسبة المسلمين إلى 96.41٪ في منطقة كشمير بينما يمثل الهندوس 2.45٪ والسيخ 0.81٪. بعد التهجير القسري الذي تعرض له البانديت من قِبل متشددين إسلاميين، لم يتبقَ سوى 808 أسرة هندوسية كشميرية في الوادي بعد هرجتهم أثناء التمرد. يُركز الشيعة بشكل رئيسي في منطقة بودجام فيشكلون حوالي 30-40٪ من السكان.
أما في منطقة جمون فالغالبية هندوسية (66٪) مع عدد كبير من المسلمين (30٪). يشكل المسلمون أغلبية في مقاطعات راجوري (63٪) وبونش (90٪) ودودا (54٪) وكيشتوار (58٪) ورامبان (71٪)، بينما يشكل الهندوس أغلبية في مقاطعات كاتوا (88٪) وسامبا (86٪) وجمون (84٪) وأودهامبور (88٪). يشكل المسلمون نصف سكان منطقة رياسي تقريبا والنص الآخر من الهندوس. طالبت مجموعة دوجرا ومنظمات مختلفة في منطقة جمون ذات الأغلبية الهندوسية بدولة منفصلة بعد تقسيم الإقليم، مستندةً إلى الاختلافات الثقافية واللغوية والدينية عن الكشميريين المجاورين المسلمين.

### اللغات
لغات جامو وكشمير.
تُعتبر الكشميرية اللغة الأكثر شيوعًا، ويتحدث بها بالأساس في وادي كشمير والروافد العليا لوادي تشيناب بالإضافة إلى عدد كبير من المتحدثين في مدينة جمون. يتحدث باللغة الدوغرية، المشابهة للبنجابية والباهارية، في مناطق سهول قسم جمون وكذلك في بعض المناطق الجبلية. تعتبر لغة بوتهواري اللغة المتحدثة في سلسلة جبال بير بانجال المتاخمة لكشمير الخاضعة للإدارة الباكستانية، تعتبر الكجرية لغة قبيلة جوجار. تُستخدم لغات باهارية غربية متنوعة مثل سيراجي وبهادرواهي في تلال منطقة جمون الشرقية.

## الاقتصاد

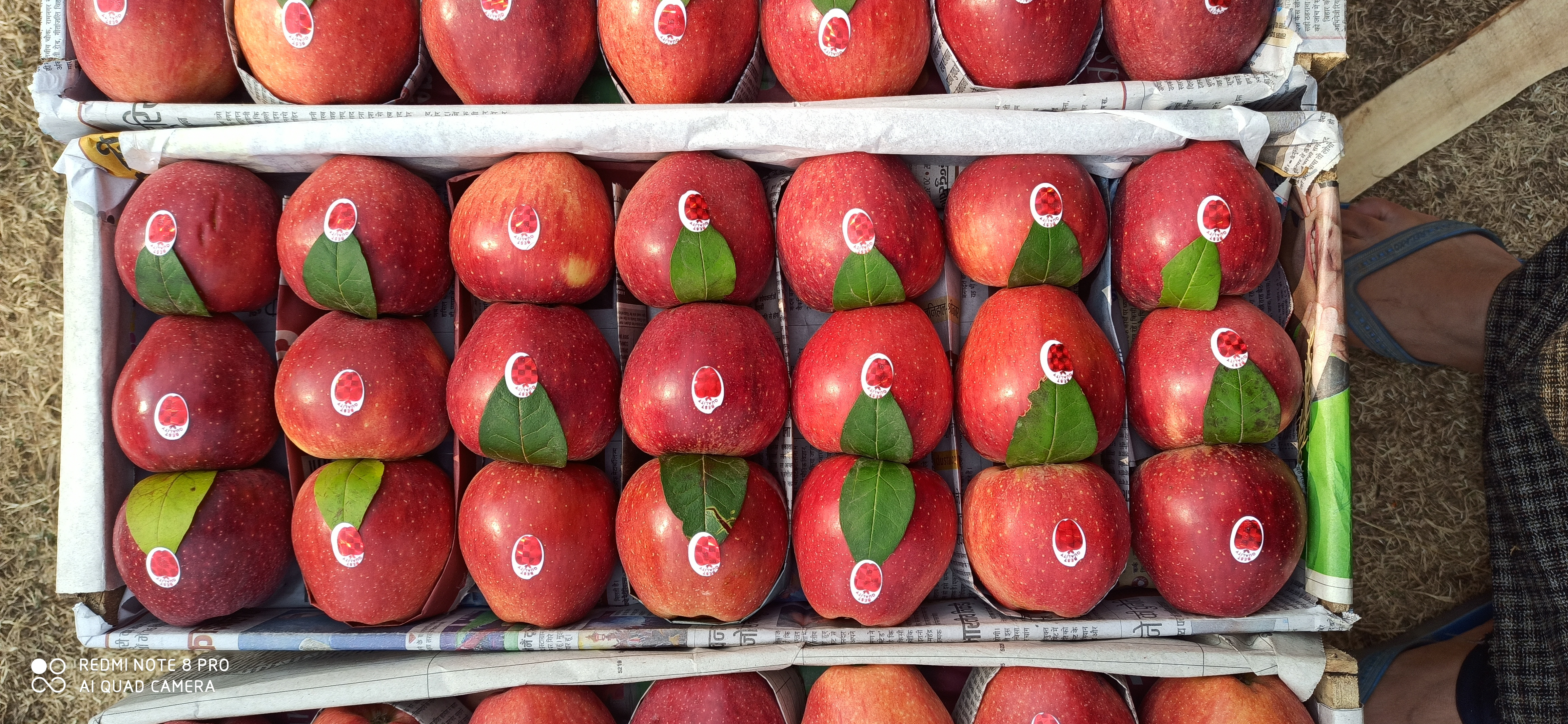
تفاح كشميري

يعتمد اقتصاد جمون وكشمير على الخدمات ويركز على نمو الزراعة. قُدّر الناتج المحلي الإجمالي للولاية بحوالي 1.76 لك كرور روبية هندية (29 مليار دولار أمريكي) في السنة المالية 2020-21. ومن المتوقع أن يتجاوز الناتج المحلي الإجمالي لجمون وكشمير 2.30 كرور روبية في السنة المالية 2023-2024 بمعدل نمو يصل إلى 10%. تعد السياحة قطاعًا مهمًا وتمثل حوالي 7٪ من الاقتصاد.
بلغ إجمالي الصادرات من جمون وكشمير 188.18 مليون روبية هندية (3٫1 مليون دولار أمريكي) في السنة المالية 2019-20. يقع بنك جمون وكشمير المدرج في تكتل NIFTY 500 في الإقليم. تُعتبر جمون وكشمير واحدة من أكبر المستفيدين من المنح الحكومية المركزية سنويًا. يعيش 10.35٪ من سكان جمون وكشمير تحت خط الفقر الوطني في مؤشر أهداف التنمية المستدامة لعام 2021، وهو ثالث أعلى مستوى بين الأقاليم الاتحادية.
يشتهر وادي كشمير بتربية دودة القز. يستخدم خشب كشمير لصنع مضارب الكريكيت عالية الجودة. تشمل الصادرات الزراعية الرئيسية من المنطقة التفاح والكمثرى والكرز والخوخ والزعفران والجوز. يعمل في صناعة الحرف اليدوية التقليدية في كشمير حوالي 340 ألف حرفي وهي قادرة على التصدير، ومما يُصدر من الحرب اليدوية السجاد والحرير والسلال والفخار والنحاس والأواني الفضية والورق وخشب الجوز. كما يُعتبر قطاع البستنة ثاني أكبر مصدر للدخل في الاقتصاد فدرجة الحرارة في جمون وكشمير مناسبة لزراعة الأزهار وأنواع مختلفة من النباتات. توفر غابات الإقليم موارد متنوعة مثل الأخشاب والأعشاب والشجيرات الطبية.

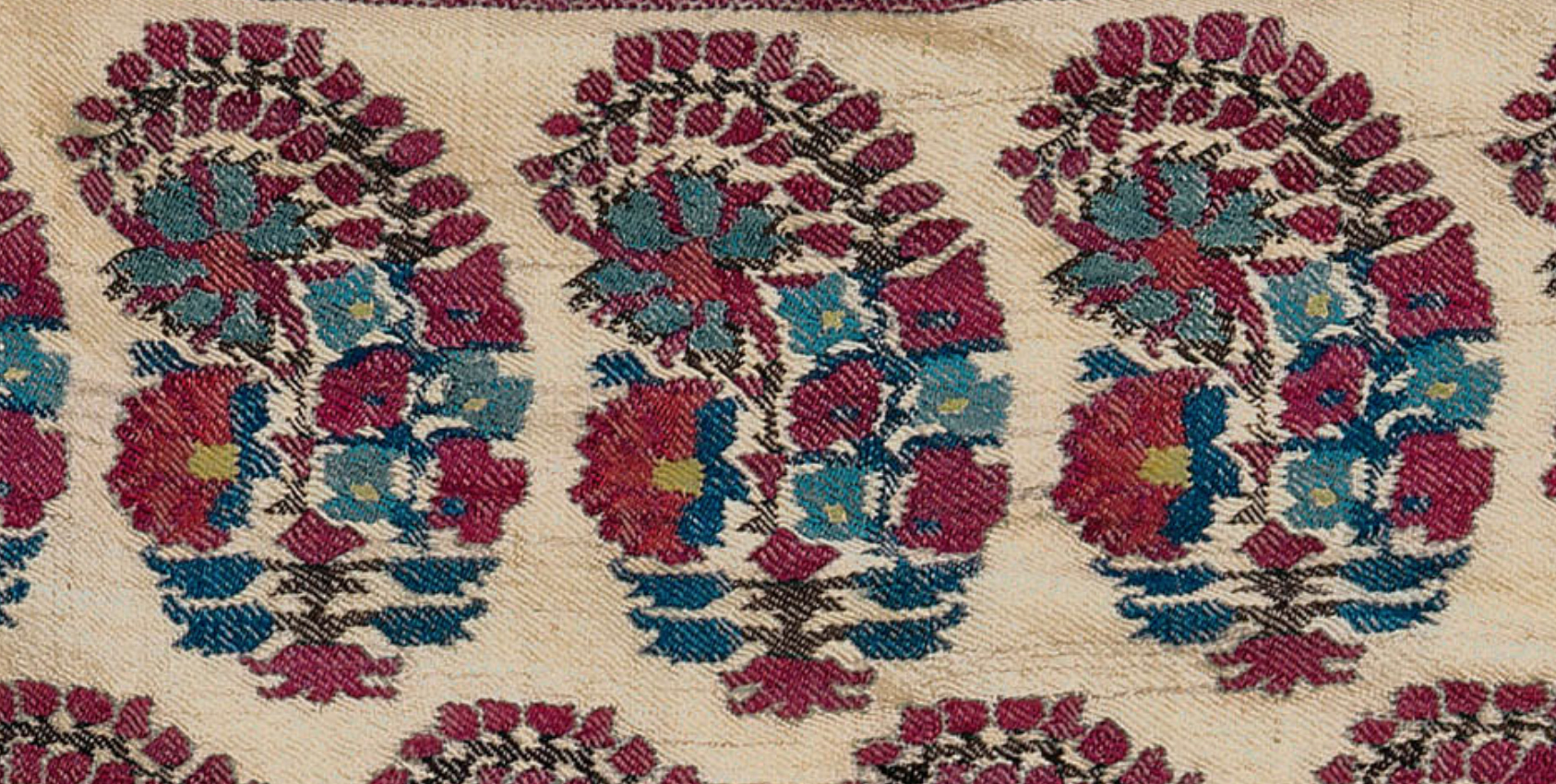
زخرفة شال كشميري

تُعرف كيشتوار باسم "أرض الياقوت والزعفران". تُعتبر مناجم احتياطي الياقوت في ماشيل وبادر مصدرًا هامًا للثروة المعدنية. تعد جمون وكشمير الوحدة الإدارية الوحيدة في الهند التي تمتلك كميات كبيرة من موارد البوراكس والياقوت فتحتوي على 36٪ من الجرافيت و21٪ من الرخام و14٪ من الجص في الهند. كما يوجد الفحم والحجر الجيري والمغنسيت في مناطق مختلفة من الإقليم الاتحادي.
تشمل المعادن الأخرى المهمة الموجودة في المنطقة البوكسيت وكاولينيت في أودهامبور والبنتونيت في جمون والدياسبور في راجوري وأودهامبور والجرافيت في بارامولا والليغنيت والرخام في كوبوارا والكوارتز والسيليكا في أنانتناج ودودا وأودهامبور والكوارتزيت في منطقة أنانتناج. حدد قسم الجيولوجيا والتعدين وجود معادن مثل المغنتيت والدولوميت وأحجار البناء والأردواز والأحجار الكريمة وكلها مواد ذات استخدامات تجارية وصناعية في العديد من المنتجات والمصانع.

### زراعة التفاح
تعد صناعة التفاح مصدرًا هامًا للعمالة في جمون وكشمير ويعمل بها عدد كبير من القوة العاملة. تدعم قوة عاملة تصل إلى 3.5 مليون شخص، وتسهم بحوالي 10٪ من الناتج المحلي الإجمالي للإقليم. بلغ إنتاج التفاح في كشمير 1,695,000 طن متري، بينما بلغ الإنتاج في جمون 24,415.69 طن متري، ليصل إجمالي إنتاج التفاح في إقليم جمون وكشمير إلى 1,719,415.69 طن متري في العام 2020-2021. ينتج وادي كشمير 75٪ من إجمالي إنتاج التفاح في الهند ويصدر حوالي 1.8 مليون طن متري من التفاح سنويًا.

### السياحة

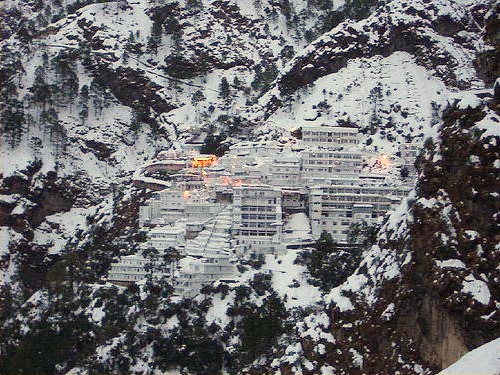
معبد فايشنو ديفي في الشتاء

يعتبر وادي كشمير واحدًا من أفضل الوجهات السياحية في الهند. من أبرز مناطق الجذب السياحي الرئيسية في جمون وكشمير هي سري نكر وحدائق المغول وكلمرك أحد أشهر منتجات التزلج في الهند وبهلكام وباتنيتوب وبدرواء وجمون. يزور الآلاف من الحجاج الهندوس أضرحة فايشنو ديفي وأمارناث كل عام. أسهم انخفاض العنف في الولاية في نمو قطاع السياحة.

## الإعلام

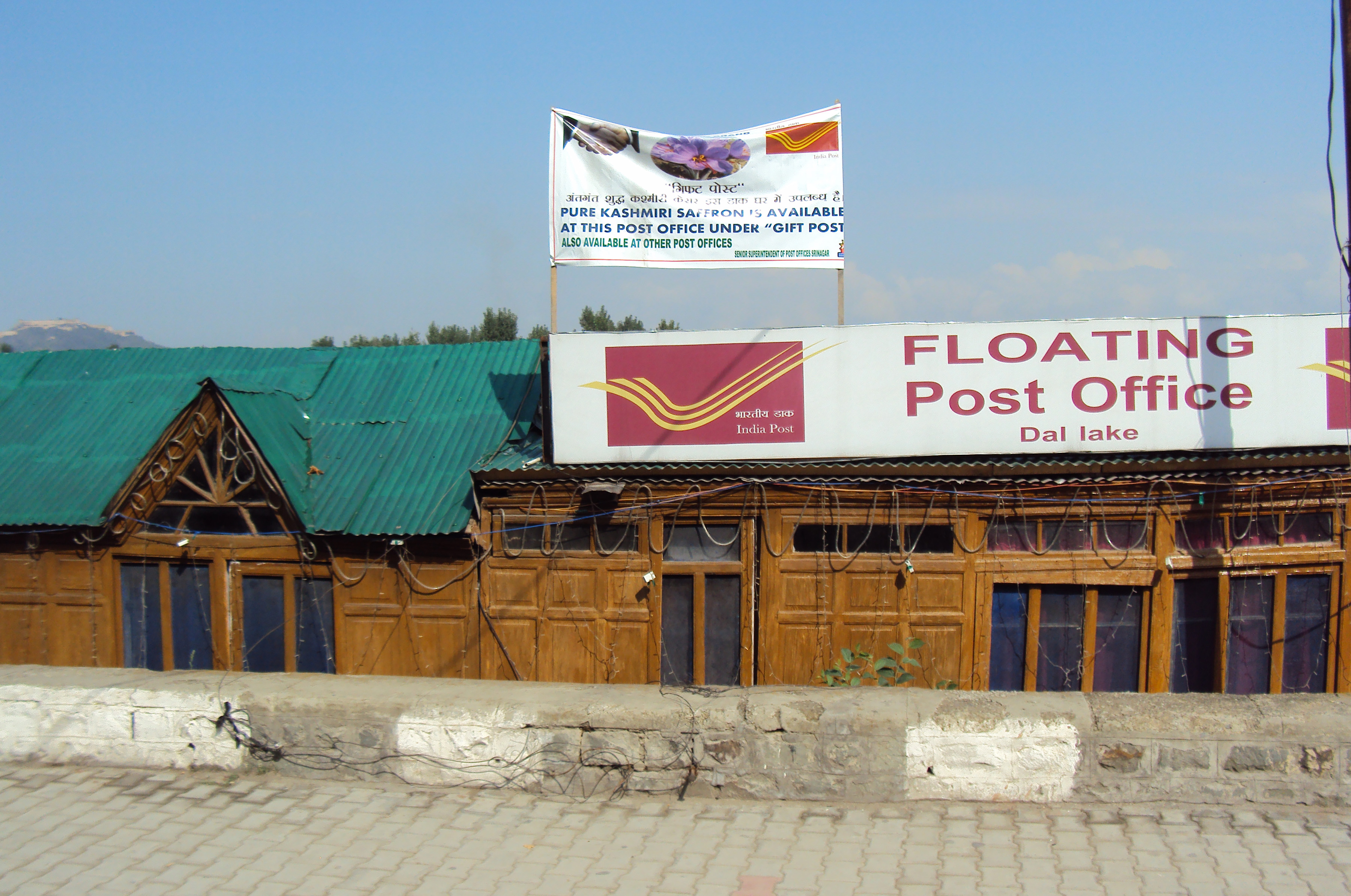
مكتب البريد العائم، بحيرة دال - سريناجار

تنظم هيئة تنظيم الاتصالات في الهند (TRAI) جميع الجوانب الرئيسية المتعلقة بوسائل الإعلام والاتصالات السلكية واللاسلكية في جمون وكشمير. أصدرت إدارة جمون وكشمير سياستها الإعلامية في عام 2020 التي ستستمر لمدة خمس سنوات ويمنح القانون المسؤولين الحكوميين القدرة على معاقبة الصحفيين والمؤسسات الإعلامية لنشر "أخبار كاذبة". أثارت هذه السياسة انتقادات واتهمت الحكومة بتحويل الناس إلى "متلقين سلبيين للمعلومات التي تنوي الحكومة نشرها". وأعرب مجلس الصحافة الهندي عن قلقه حيال هذه الأحكام معتبرًا أنها "تتدخل في حرية عمل الصحافة".
من الصحف المشهورة في جمون وكشمير: كشمير الكبرى وRising Kashmir وكشمير تايمز وديلي إكسلسيور وإيليت كشمير وكشمير مونيتور". تبث في الإقليم محطة "دي دي كاشير" المملوكة للدولة، من بين القنوات التلفزيونية الخاصة الشهيرة ETV Urdu وGulistan News". أنشأت DD Kashir أجهزة إرسال عالية الطاقة على طول الحدود الهندية الباكستانية بالتعاون مع إذاعة كل الهند. كما أطلق راميش هانغلو "راديو شاردا" وهي خدمة إذاعية مجتمعية للبانديت الكشميريين. توجد أيضًا محطات إذاعية خاصة مثل FM Tadka 95.0 وBIG FM 92.7 وراديو ميرتشي وRed FM 93.5.
تشهد جمون وكشمير قطعًا متكررًا للإنترنت فشهد الإقليم 300 حادثة إغلاق للإنترنت منذ عام 2012 حتى فبراير 2021، بلغ عددها 115 في عام 2020 وحده وهو أعلى رقم سجل لقطع الإنترنت في أي عام في المنطقة.

## الرياضة

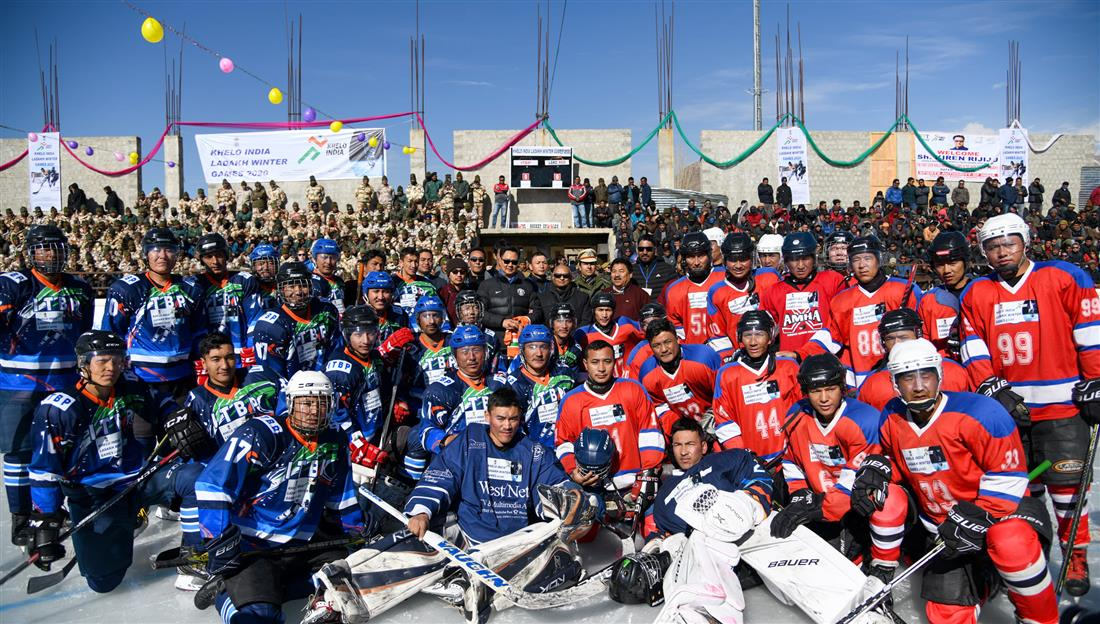
افتتاح أول دورة ألعاب خيلو الشتوية في الهند

تُقام البطولات الرياضية في جمون وكشمير بتنظيم من الجيش والشرطة الهندية والأحزاب السياسية الرئيسية ومؤتمر تحريك الحريات. يوجد في جمون وكشمير 18 ملعبًا و23 مركز تدريب وثلاثة مجمعات رياضية داخلية و42 ملعبًا تديره الحكومة. يوجد في سري نكر ملعب شير كشمير الدولي ويستخدم فريق كريكيت جمون وكشمير ملعب مولانا آزاد في جمون. كما تلعب مباريات كرة القدن في ملعب باكشي في سري نكر سُمي الملعب على اسم باكشي غلام محمد.
تقدم مؤسسات مثل معهد جواهر لتسلق الجبال والرياضات الشتوية دورات في تسلق الجبال والتزلج والأنشطة المغامرات. يُعتبر ملعب رويال سبرينغز للجولف في سري نكر الواقع على ضفاف بحيرة دال من أفضل ملاعب الجولف في الهند. كما استضافت جمون وكشمير دورة ألعاب خيلو الهند الشتوية الأولى عام 2020 في جولمارج وفاز بالمركز الأول بمجموع 26 ميدالية، أكثر بكثير من صاحب المركز الثاني فريق الجيش الهندي الحاصل على 8 ميداليات ذهبية. وأقيمت النسخة الثانية من الألعاب الشتوية في جولمارج في عام 2021 وفازت جمون وكشمير بالمركز الأول مرة أخرى.

## روابط خارجية
- Government of Jammu and Kashmir نسخة محفوظة 14 June 2022 على موقع واي باك مشين.
- General Administration Department
- Lieutenant Governor of Jammu and Kashmir
- Jammu and Kashmir district portal